# Rusev
Miroslav Barnjašev, meglio conosciuto con il ring name Rusev (Plovdiv, 25 dicembre 1985), è un wrestler bulgaro naturalizzato statunitense, sotto contratto con la WWE.
È l'unico wrestler bulgaro ad aver militato nella WWE, ha detenuto per tre volte lo United States Championship, mentre nella All Elite Wrestling (dove si esibiva come Miro) ha detenuto una volta il TNT Championship.

## I primi anni
Miroslav Barnjašev è nato a Plovdiv il 25 dicembre 1985, quando la Bulgaria era ancora nota come Repubblica Popolare di Bulgaria. Durante la scuola ha gareggiato nel canottaggio e nel powerlifting.

## Carriera

### Gli esordi (2008–2010)
Barnjašev è emigrato dalla Bulgaria negli Stati Uniti nella metà degli anni duemila con l'ambizione di diventare un wrestler. Inizialmente viveva in Virginia, prima di trasferirsi a Torrance, in California, dove ha iniziato la formazione come wrestler con Gangrel e Rikishi come allenatori alla Knokx Pro Wrestling Academy. Barnjašev ha debuttato nel circuito indipendente il 22 novembre 2008 con il nome (ring name) di Miroslav Makaraov e ha sconfitto Aerial Star. Nel 2010 ha lottato per la Vendetta Pro Wrestling (VPW) con il nome di Miroslav. Mentre lottava per la VPW ha avuto Markus Mac come manager.

### WWE (2010–2020)

#### Florida Championship Wrestling (2010–2013)
Barnjašev ha firmato un contratto con la WWE nel settembre 2010 ed è stato mandato alla Florida Championship Wrestling (FCW), il territorio di sviluppo della WWE, dove gli è stato assegnato il nome di Alexander Rusev. Ha lottato il suo primo match televisivo nella puntata della FCW del 17 luglio 2011 in cui ha sconfitto Mike Dalton con Raquel Diaz come manager. Poco dopo aver debuttato nella FCW ha subìto la rottura sia del legamento crociato anteriore sia del menisco e ha trascorso sei mesi di riabilitazione.
Rusev ritornò alla FCW nel marzo 2012 con Nick Rogers come suo manager. Nell'estate del 2012 si è rotto il collo e il suo braccio è stato temporaneamente paralizzato. Durante la riabilitazione Barnjašev ha viaggiato in Thailandia, dove ha studiato l'arte marziale muay thai. Nel mese di agosto 2012 la WWE ha chiuso la FCW per creare NXT.

#### NXT(2013–2014)
Dopo essersi ripreso dagli infortuni ha fatto il suo debutto televisivo a NXT nella puntata del 30 maggio 2013 in cui ha preso parte a una Battle Royal per determinare il primo sfidante per l'NXT Championship che è stata vinta da Bo Dallas. Il primo match in singolo di Rusev ha avuto luogo il 21 agosto, quando è stato sconfitto da Dolph Ziggler, wrestler del roster principale. Successivamente ha avuto Sylvester Lefort come manager e ha formato un tag team con Scott Dawson chiamato "Fighting Legionnaires"; hanno avuto una faida con il tag team di Enzo Amore e Colin Cassady. Rusev ha concluso la sua alleanza con Lefort attaccandolo durante un tag team match nella puntata di NXT del 30 ottobre.
Rusev ha poi avuto Lana come "ambasciatrice sociale", un'unione che la WWE ha paragonato a quella tra Ivan e Ludmilla Drago dal film del 1985 Rocky IV. In una serie di match registrati mesi prima del suo debutto del roster principale, Rusev ha sconfitto altri membri del roster principale come Kofi Kingston, Xavier Woods e Sin Cara in match singoli che sono stati mandati in onda nelle puntate di NXT dei mesi di gennaio e febbraio. Rusev è apparso anche a NXT Arrival il 27 febbraio 2014, quando ha interrotto il match tra Woods e Tyler Breeze attaccando entrambi, e il 29 maggio a NXT TakeOver, dove ha attaccato anche Mojo Rawley.
Rusev ha continuato ad apparire sporadicamente a NXT dopo aver debuttato nel roster principale nell'aprile 2014 e ha fatto la sua ultima apparizione nella puntata di NXT del 25 luglio in cui ha perso per squalifica contro l'allora detentore dell'NXT Championship Adrian Neville in un match non titolato.

#### Main roster e striscia di imbattibilità (2014–2015)

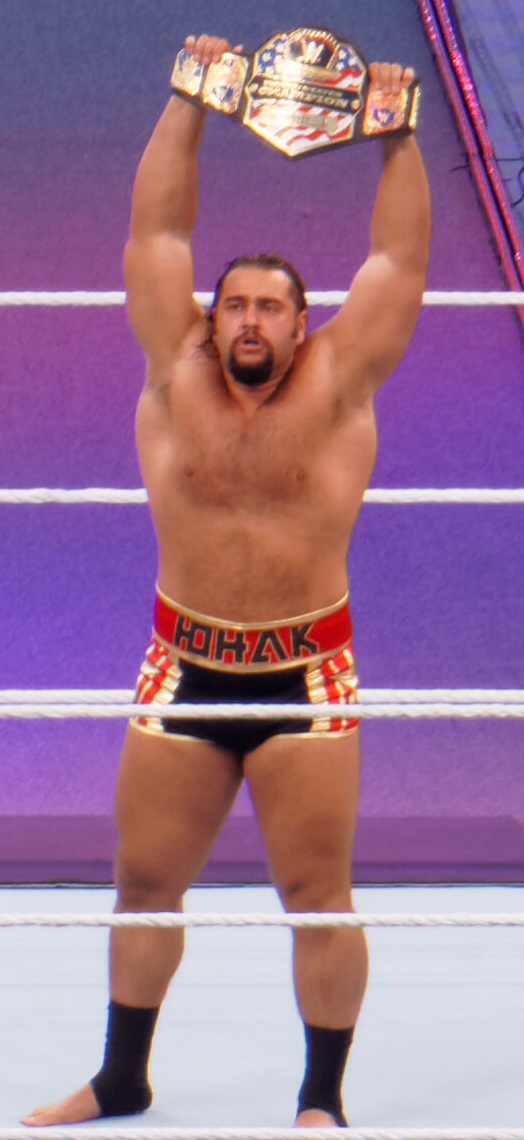
Rusev con il WWE United States Championship nel 2015

Rusev ha fatto il suo debutto nel main roster al pay-per-view Royal Rumble il 26 gennaio 2014: come sesto partecipante all'omonimo match, è stato eliminato da uno sforzo congiunto di quattro wrestler. Dopo mesi di video promozionali e discorsi di Rusev e della sua manager Lana, il suo primo match singolo nel roster principale è avvenuto nella puntata di Raw del 7 aprile, quando ha sconfitto Zack Ryder in un match a senso unico. Nel mese di maggio ha adottato una gimmick filorussa e antiamericana che lo ha visto essere annunciato dalla Russia ed è stato nominato "Eroe della Federazione Russa". Quello stesso mese il suo ring name è stato abbreviato in Rusev. Nel corso dei mesi successivi ha avuto faide con Big E (che ha sconfitto a Payback e a Money in the Bank), Jack Swagger (che ha sconfitto a Battleground e di nuovo a SummerSlam), Mark Henry (che ha sconfitto a Night of Champions) e Big Show (che ha sconfitto a Hell in a Cell). Lana ha dedicato la striscia di vittorie di Rusev al presidente della Russia Vladimir Putin, richiamando l'attenzione da parte della stampa mainstream – tra cui il Washington Post e il Daily Beast – e la critica dopo aver fatto riferimento all'abbattimento del volo 17 della Malaysia Airlines prima del match di Rusev a Battleground, nel tentativo di generare heat. Rusev e Lana hanno avuto un confronto verbale con The Rock in una apparizione a sorpresa nella puntata di Raw del 6 ottobre, con The Rock che ha gettato Rusev fuori dal ring.
Rusev ha conquistato il suo primo titolo nel wrestling, diventando inoltre il primo campione bulgaro nella storia della WWE, quando ha vinto lo United States Championship dopo aver sconfitto l'allora campione Sheamus in un match disputatosi al termine della puntata Raw del 3 novembre e che è andato in onda esclusivamente sul WWE Network. Il 10 novembre a SmackDown Rusev ha difeso con successo lo United States Championship sconfiggendo l'ex-campione Sheamus per countout. Il 23 novembre alle Survivor Series, Rusev ha preso parte al Survivor Series elimination tag team match come membro del Team Authority: è stato tuttavia eliminato per countout dopo essersi schiantato sul tavolo dei commentatori spagnoli. Rusev ha poi ripreso la faida con Jack Swagger nel mese di dicembre e ha difeso con successo lo United States Championship contro Swagger a TLC: Tables, Ladders and Chairs.
Il 25 gennaio 2015 alla Royal Rumble è entrato nell'omonimo match con il numero 15: Rusev ha eliminato sei wrestler e si è piazzato complessivamente al secondo posto, venendo eliminato per ultimo da Roman Reigns. Rusev ha poi difeso con successo lo United States Championship in un match contro John Cena svoltosi il 22 febbraio a Fastlane. Ha perso lo United States Championship dopo 146 giorni in una rivincita contro Cena il 29 marzo a WrestleMania 31 dopo un errore di comunicazione con Lana, subendo inoltre la sua prima sconfitta per schienamento nel roster principale della WWE. Rusev non è poi riuscito a riconquistare il titolo il mese seguente a Extreme Rules in un Russian Chain match; durante il match Lana ha ricevuto una reazione positiva dal pubblico, cosa che ha portato Rusev ad allontanarla dal ring e ha causato dei dissensi tra i due. Rusev ha perso contro Cena ancora una volta il 17 maggio a Payback in un "I quit" match dopo che Lana si è arresa a suo nome. Rusev ha pertanto concluso la sua alleanza con Lana, che in cambio lo ha schiaffeggiato, la notte seguente a Raw. Rusev è tornato a essere annunciato come proveniente dalla Bulgaria nella puntata di Raw del 25 maggio e ha iniziato a portare la bandiera della Bulgaria durante il suo ingresso sul ring. Rusev ha subìto una reale frattura al piede durante un match contro Ryback che gli ha impedito di partecipare all'Elimination Chamber match per il vacante Intercontinental Championship all'omonimo pay-per-view. Nonostante l'infortunio Rusev è continuato ad apparire negli show televisivi della WWE e ha fatto ulteriori tentativi nel riconciliarsi con Lana.

#### The League of Nations (2015–2016)

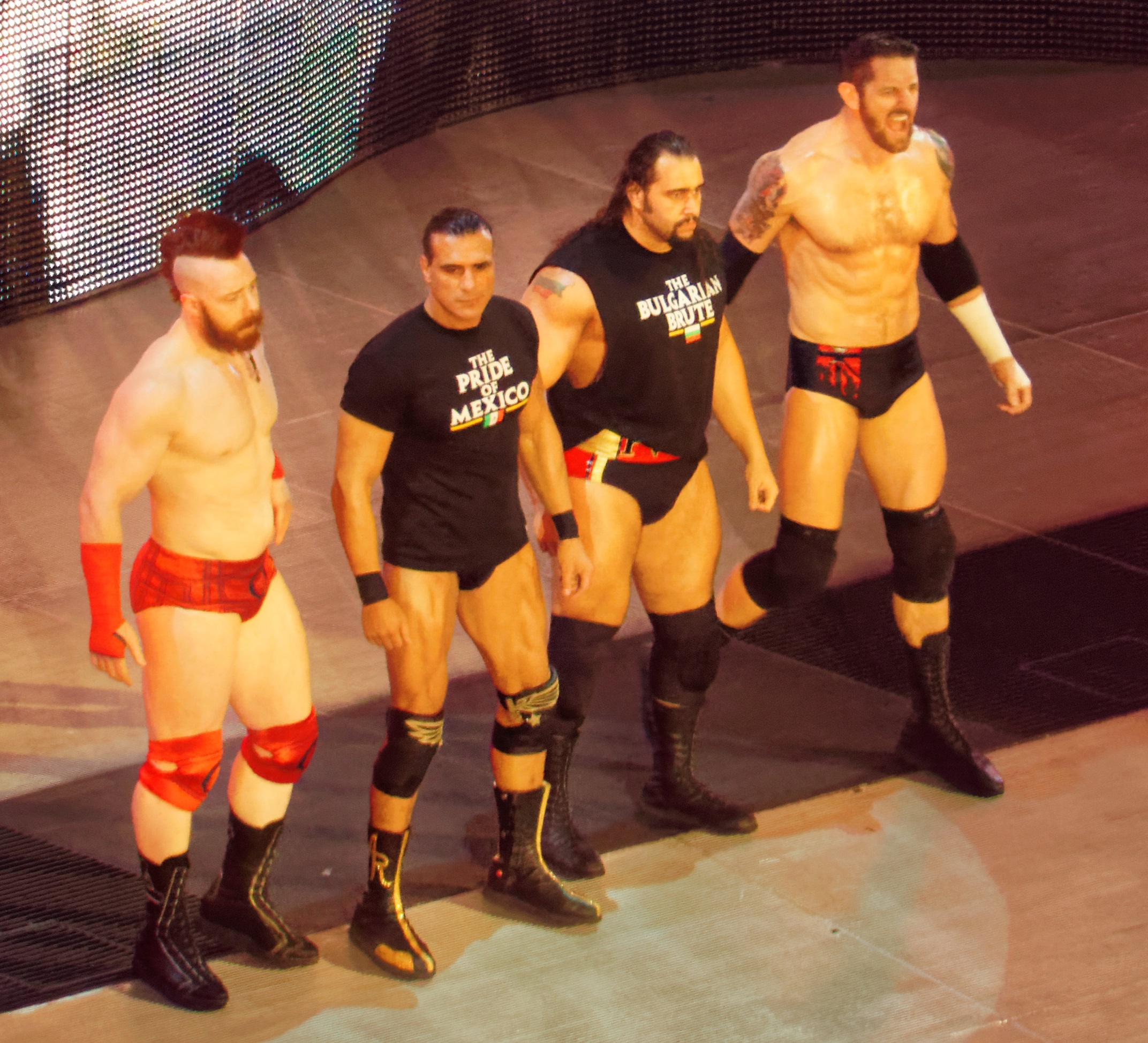
Rusev (secondo da destra) come membro della League of Nations nel 2016

Lana ha poi iniziato una relazione (kayfabe) con Dolph Ziggler, mentre Summer Rae si è alleata con Rusev. Rusev e la Rae hanno avuto un confronto verbale con Lana e Ziggler nella puntata di Raw del 29 giugno: ciò ha portato a una rissa tra Summer e Lana. Rusev e la Rae hanno nuovamente cercato un confronto con la coppia nella puntata di Raw del 6 luglio, ma ciò si è rivelato essere solo un espediente per Rusev per attaccare Ziggler dopo averlo colpito con la sua stampella e aver rimosso il tutore dalla caviglia, rivelando che il suo infortunio al piede era guarito. Rusev ha fatto il suo ritorno sul ring nella successiva puntata di SmackDown in cui ha lottato con delle scarpe per evitare ulteriori infortuni al piede e ha sconfitto Fandango. Rusev ha risposto alla sfida di John Cena per lo United States Championship nella puntata di Raw del 13 luglio, ma è stato interrotto da Kevin Owens e Cesaro, che hanno domandato un'opportunità per il titolo di Cena: ciò ha portato a un triple threat match (in cui il vincitore avrebbe affrontato Cena) che Rusev ha vinto schienando Cesaro dopo che Owens ha abbandonato il match verso l'inizio della contesa, ma ha sconfitto Cena solo per squalifica quando Owens lo ha attaccato, non riuscendo a riconquistare il titolo. Rusev ha subito la seconda sconfitta per schienamento in un match singolo uno contro uno nel roster principale della WWE nella puntata di SmackDown del 16 luglio, quando è stato sconfitto da Cesaro. Il match tra Rusev e Ziggler a SummerSlam è terminato in doppio countout e i due si sono affrontati in una rivincita a Night of Champions, dove Rusev ha perso a causa di un'interferenza errata della Rae.
Nonostante ciò, nella puntata di Raw del 5 ottobre la Rae ha fatto una proposta di matrimonio (kayfabe) che Rusev ha accettato, ma le ha detto che non l'avrebbe sposata fino a quando non avesse vinto un altro titolo. Tuttavia l'11 ottobre TMZ ha annunciato che Rusev e Lana –i quali erano già in una relazione nella loro vita privata sin dai primi mesi del 2015 – si erano ufficialmente fidanzati nella loro vita privata. Lana ha poi confermato il fidanzamento e ciò è stato portato avanti anche negli show televisivi, con la Rae che ha pertanto concluso la sua alleanza con Rusev nella puntata di Raw del 12 ottobre. L'intera storyline riguardante la separazione tra Rusev e Lana ha ricevuto delle recensioni estremamente negative, con molti che hanno affermato che tale storyline ha danneggiato il personaggio di Rusev, tanto che è stata votata Worst Storyline of the Year ("peggior storyline dell'anno") da Rolling Stone. Rusev ha subìto un altro reale infortunio (alla spalla, più precisamente lo strappo di un bicipite) nella puntata di Main Event del 31 ottobre durante un match contro Neville, che ha vinto per decisione arbitrale: tale infortunio lo ha costretto a stare lontano dal ring per alcune settimane.
Rusev ha fatto il suo ritorno nella puntata di Raw del 23 novembre quando ha attaccato Roman Reigns, che ha poi affrontato in un match perso per squalifica a causa dell'interferenza di King Barrett. Rusev e Lana sono tornati insieme nella puntata successiva di Raw ed è stato successivamente rivelato che Rusev si era unito ad Alberto Del Rio, King Barrett e Sheamus per formare un'alleanza (stable) nota come "The League of Nations". Come membro della nuova fazione, Rusev ha ripreso a rivaleggiare con Ryback: tuttavia i primi match tra i due sono terminati senza un vero vincitore, con Lana che ha finto degli infortuni per distrarre Ryback e aiutare Rusev, che è infine riuscito a sconfiggerlo il 13 dicembre a TLC: Tables, Ladders and Chairs. Il 24 gennaio 2016 ha partecipato all'annuale Royal Rumble match entrando con il numero 2, ma è stato eliminato per primo dopo un minuto e mezzo da Roman Reigns. Nel mese di febbraio, a partire da Fastlane, i membri della League of Nations sono stati presi in giro da quelli del New Day (Big E, Kofi Kingston e Xavier Woods). Ciò ha portato a diversi tag team match validi per il WWE Tag Team Championship detenuto dai membri del New Day tra le due fazioni, ma la League of Nations non è mai riuscita a conquistare il titolo. Tuttavia la League of Nations ha ottenuto la propria rivincita a WrestleMania 32, dove Rusev, Sheamus e Del Rio hanno sconfitto i tre membri del New Day in un match non titolato, venendo però attaccati al termine dell'incontro da Mick Foley, Shawn Michaels e Steve Austin. La sera seguente a Raw, dopo che Sheamus e Barrett avevano perso un altro tag team match valido per il WWE Tag Team Championship contro Big E e Woods, Barrett è stato attaccato e cacciato dal gruppo per essere l'anello debole. Nella puntata di SmackDown del 28 aprile Rusev e Del Rio hanno abbandonato Sheamus durante un six-man tag team match contro Cesaro, Kalisto e Sami Zayn che è quindi terminato con la sconfitta della League of Nations per countout. In seguito i tre restanti membri della League of Nations si sono attaccati a vicenda nel dietro le quinte, sancendo così la fine della fazione.
Pochi giorni dopo lo scioglimento della League of Nations, in un'intervista insieme a Lana con Michael Cole nel mese di maggio, Rusev ha rivelato che la League of Nations si è formata dopo "una partita a carte" e Lana ha giustificato la sua assenza dagli show televisivi affermando di averlo avvertito che formare la League of Nations era una cattiva idea, dicendo di aver avuto ragione, in quanto il gruppo si è poi aspramente sciolto, concludendo che non è apparsa al fianco di Rusev durante questo periodo perché non voleva essere parte di un "fallimento", mentre Rusev ha concluso dicendo che si è sentito tradito dai suoi ex alleati.

#### Varie faide (2016–2017)
Nella puntata di Raw del 2 maggio Rusev ha vinto una 20-man Battle Royal che avrebbe decretato il primo sfidante per lo United States Championship, che ha poi vinto contro Kalisto a Extreme Rules, ripetendosi anche nella puntata di SmackDown del 26 maggio nella rivincita titolata contro l'ex campione Kalisto. Il 19 giugno a Money in the Bank Rusev ha difeso con successo il titolo contro Titus O'Neil. Rusev ha difeso con successo il titolo anche nella puntata di SmackDown del 30 giugno (contro Cesaro) e in quella di Raw del 4 luglio seguente, quando ha sconfitto nuovamente O'Neil per concludere la loro rivalità. Durante il draft (sancito dopo la decisione da parte della WWE di far tornare la brand extension), svoltosi nella puntata di SmackDown (che proprio a partire dalla suddetta puntata sarebbe andato in onda in diretta ogni martedì con il nome di SmackDown Live), Rusev è stato la sedicesima scelta assoluta del draft e la decida per Raw, venendo scelto insieme a Lana dalla commissioner di Raw Stephanie McMahon e dal nuovo general manager di Raw Mick Foley, rendendo di fatto lo United States Championship esclusivo di Raw, titolo che ha difeso con successo il 24 luglio seguente a Battleground, dove ha sconfitto Zack Ryder.

Il giorno dopo, a Raw, Rusev ha partecipato ad un Fatal 4-Way match che comprendeva anche Cesaro, Kevin Owens e Finn Bálor per determinare il primo sfidante al WWE Universal Championship ma è stato proprio Bálor ad aggiudicarsi l'incontro. Nel mese di agosto Rusev ha iniziato una rivalità con Roman Reigns, che lo aveva sfidato dopo che questi aveva difeso con successo il titolo contro Mark Henry nella puntata di Raw 1º agosto, mantenendo il titolo anche la settimana seguente a Raw contro Cesaro. Il 21 agosto a SummerSlam Rusev avrebbe dovuto difendere lo United States Championship contro Roman Reigns ma il match non ha avuto luogo in quanto Reigns ha brutalmente attaccato il bulgaro, impedendogli di partecipare all'incontro su decisione arbitrale.
 Nella puntata di Raw del 22 agosto, Rusev ha affrontato Big Cass per ottenere un posto nel Fatal 4-Way match per il vacante WWE Universal Championship ma lascia il combattimento a causa dei danni subiti dall'attacco di Reigns a SummerSlam, perdendo dunque per count-out. Il 25 settembre a Clash of Champions Rusev ha perso lo United States Championship contro Roman Reigns dopo 126 giorni di regno.
Nella puntata di Raw del 26 settembre, successiva a Clash of Champions, il rematch titolato tra Rusev e Reigns è terminato in doppio count-out. Successivamente Lana ha domandato un'ulteriore rivincita, che Roman Reigns ha accettato, sancendo così un Hell in a Cell match tra lui e Rusev nell'omonimo pay-per-view. Il 30 ottobre a Hell in a Cell Rusev ha affrontato Reigns per lo United States Championship in un Hell in a Cell match ma non è riuscito nell'impresa. Nella puntata di Raw del 31 ottobre Rusev ha avuto, insieme a Paul Heyman, un confronto con il rientrante Goldberg; questi ha colpito il bulgaro con una Jackhammer e Heyman con una Spear. Nella puntata di Raw del 7 novembre Rusev è stato sconfitto da Sami Zayn, fallendo dunque l'opportunità di affrontare Dolph Ziggler a Survivor Series per l'Intercontinental Championship. Verso la fine di novembre e inizio di dicembre, Rusev ha iniziato una faida con Enzo Amore e Big Cass a causa delle avances di Amore a sua moglie Lana. Nella puntata di Raw del 21 novembre Rusev ha sconfitto facilmente Enzo Amore. Nella successiva puntata di Raw del 28 novembre Rusev è stato sconfitto da Amore per squalifica a causa di un colpo nelle parti basse da parte del bulgaro. In difesa di Amore è intervenuto il compagno Big Cass e il 18 dicembre, nel Kick-off di Roadblock: End of the Line, Rusev ha sconfitto Cass per count-out. Nella puntata di Raw del 19 dicembre Rusev ha sconfitto nuovamente Big Cass ma per squalifica a causa della violenza di quest'ultimo sul bulgaro.
Successivamente Rusev si è alleato con Jinder Mahal e i due hanno sconfitto Big Cass in un 2-on-1 Handicap match nella puntata di Raw del 2 gennaio 2017. Nella puntata di Raw del 16 gennaio Rusev e Jinder Mahal sono stati sconfitti da Enzo Amore e Big Cass. Nella puntata di Raw del 23 gennaio Rusev, Jinder Mahal, Titus O'Neil e Braun Strowman hanno sconfitto Enzo Amore, Big Cass e Big E e Kofi Kingston del New Day. Il 29 gennaio Rusev ha partecipato al Royal Rumble match dell'omonimo pay-per-view entrando col numero 18 ma è stato eliminato da Goldberg dopo ventidue minuti e trentuno secondi di permanenza. Nella puntata di Raw del 30 gennaio Rusev e Jinder Mahal sono stati sconfitti da Enzo Amore e Big Cass in un tornado tag team match. Rusev è stato costretto a portare per diverso tempo una maschera facciale e, dopo aver sconfitto Sin Cara nella puntata di Main Event del 9 febbraio, è stato sconfitto da Sami Zayn nella puntata di Raw del 13 febbraio. Nella puntata di Raw del 20 febbraio Rusev e Jinder Mahal sono stati sconfitti da Big E e Kofi Kingston del New Day. Nella puntata di Raw del 27 febbraio Rusev e Jinder Mahal sono stati sconfitti da Big E e Xavier Woods del New Day. Il 5 marzo a Fastlane Rusev ha rotto la sua alleanza con Jinder Mahal e ha preteso un match contro di lui, ma Mahal ha invece affrontato Cesaro mentre Rusev ha affrontato Big Show, venendo entrambi sconfitti. Successivamente Rusev ha subìto un infortunio alla spalla che lo ha costretto a una pausa di circa quattro mesi.

#### Rusev Day (2017–2018)
Con lo Shake-up dell'11 aprile Rusev (seppur infortunato) è stato trasferito nel roster di SmackDown, e con lui anche Lana. Rusev è successivamente tornato dall'infortunio nella puntata di SmackDown del 4 luglio dove ha avuto un confronto con il suo ex-avversario John Cena. Nella puntata di SmackDown dell'11 luglio Rusev e Kevin Owens sono stati sconfitti dallo United States Champion AJ Styles e John Cena. Il 23 luglio, a Battleground, Rusev è stato sconfitto da John Cena in un Flag match. Nella puntata di SmackDown del 1º agosto Rusev ha sconfitto Chad Gable; nel post match Rusev ha preteso un avversario per SummerSlam e si è presentato Randy Orton, il quale ha colpito il bulgaro con la RKO. Nella puntata di SmackDown del 15 agosto il match tra Rusev e Chad Gable è terminato in doppio count-out ma, nel post match, il bulgaro ha brutalmente attaccato Gable con la sua Accolade; inoltre, poco dopo, Rusev è stato nuovamente colpito dalla RKO di Randy Orton. Il 20 agosto, a SummerSlam, Rusev è stato sconfitto da Randy Orton in dieci secondi. Nella puntata di SmackDown del 29 agosto Rusev e il WWE Champion Jinder Mahal sono stati sconfitti da Randy Orton e Shinsuke Nakamura. Nella puntata di SmackDown del 19 settembre Rusev ha sconfitto in pochi secondi Randy Orton a causa della distrazione di Aiden English, vendicandosi dunque per SummerSlam. L'8 ottobre, a Hell in a Cell, Rusev è stato sconfitto da Randy Orton. Nella puntata di SmackDown del 10 ottobre Rusev e Aiden English sono stati sconfitti da Randy Orton e Shinsuke Nakamura. Nella puntata di SmackDown del 31 ottobre Rusev ha sconfitto Big E grazie ad una distrazione di Aiden English. Nella puntata di SmackDown del 7 novembre Rusev è stato sconfitto da Randy Orton, fallendo nella possibilità di inserirsi nel Team SmackDown per Survivor Series. Nella puntata di SmackDown del 5 dicembre Rusev e Aiden English hanno sconfitto Big E e Kofi Kingston del New Day. Nella puntata di SmackDown del 12 dicembre Rusev e Aiden English hanno sconfitto i WWE SmackDown Tag Team Champions, gli Usos (Jimmy Uso e Jey Uso) in un match non titolato. Il 17 dicembre, a Clash of Champions, Rusev e Aiden English hanno partecipato ad un Fatal 4-Way Tag Team match per il WWE SmackDown Tag Team Championship che includeva anche Big E e Kofi Kingston del New Day, Chad Gable e Shelton Benjamin e i campioni, gli Usos, ma il match è stato vinto da questi ultimi.
Nella puntata di SmackDown del 19 dicembre Rusev e Aiden English sono stati sconfitti da Kofi Kingston e Xavier Woods del New Day. Nella puntata di SmackDown del 26 dicembre Rusev e Aiden English hanno preso parte ad un Triple Threat Tag Team match per determinare i contendenti nº1 al WWE SmackDown Tag Team Championship degli Usos che comprendeva anche Big E e Xavier Woods del New Day e Chad Gable e Shelton Benjamin ma il match è stato vinto da questi ultimi. Nella puntata di SmackDown del 9 gennaio 2018 Rusev e Aiden English sono stati sconfitti dai Breezango (Tyler Breeze e Fandango). Nella puntata di SmackDown del 23 gennaio Rusev, Aiden English e Jinder Mahal sono stati sconfitti dallo United States Champion Bobby Roode e Kofi Kingston e Xavier Woods del New Day. Il 28 gennaio, alla Royal Rumble, Rusev ha partecipato all'omonimo match entrando col numero 1 ma è stato eliminato da Bray Wyatt e Matt Hardy. Nella puntata di SmackDown del 30 gennaio Rusev ha vinto una Fatal 4-Way match che includeva anche Jinder Mahal, Kofi Kingston e Zack Ryder, diventando il contendente nº1 allo United States Championship di Bobby Roode. Nella puntata di SmackDown del 6 febbraio Rusev ha affrontato Bobby Roode per lo United States Championship ma è stato sconfitto. L'11 marzo, a Fastlane, Rusev è stato sconfitto da Shinsuke Nakamura, dopo un match molto combattuto. Nella puntata di SmackDown del 13 marzo Rusev è stato sconfitto dal WWE Champion AJ Styles per squalifica a causa dell'intervento di Aiden English. Nella puntata di SmackDown del 20 marzo Rusev è stato sconfitto nuovamente da Shinsuke Nakamura nel rematch di Fastlane. Nella puntata di SmackDown del 27 marzo Rusev e Jinder Mahal hanno sconfitto Bobby Roode e lo United States Champion Randy Orton. Nella puntata di SmackDown del 3 aprile Rusev ha sconfitto Jinder Mahal. L'8 aprile, a WrestleMania 34, Rusev ha partecipato ad un Fatal 4-Way match per lo United States Championship che includeva anche il campione Randy Orton, Bobby Roode e Jinder Mahal ma il match è stato vinto da quest'ultimo, il quale è diventato il nuovo campione. Nella puntata di SmackDown del 10 aprile Rusev ha partecipato ad un Triple Threat match per determinare il contendente nº1 allo United States Championship di Jinder Mahal che includeva anche Bobby Roode e Randy Orton ma il match è stato vinto da quest'ultimo. Nella puntata di SmackDown del 17 aprile Rusev è stato sconfitto dal WWE Champion AJ Styles per squalifica a causa dell'intervento di Aiden English; quella stessa sera, Rusev e English sono stati sconfitti da AJ Styles e Daniel Bryan per squalifica a causa dell'intervento di Big Cass e Shinsuke Nakamura. Nella puntata di SmackDown del 24 aprile Rusev, Aiden English e Shinsuke Nakamura hanno sconfitto AJ Styles, Karl Anderson e Luke Gallows. Il 27 aprile, a Greatest Royal Rumble, Rusev è stato sconfitto da The Undertaker in un Casket match. Nella puntata di SmackDown dell'8 maggio Rusev ha sconfitto Daniel Bryan, qualificandosi per il Money in the Bank Ladder match. Nella puntata di SmackDown del 5 giugno Rusev, The Miz e Samoa Joe sono stati sconfitti dal New Day. Nella puntata di SmackDown del 12 giugno Rusev ha sconfitto Samoa Joe in un match arbitrato da The Miz. Il 17 giugno, a Money in the Bank, Rusev ha partecipato al match omonimo insieme a Bobby Roode, Braun Strowman, Finn Bálor, Kevin Owens, Kofi Kingston, The Miz e Samoa Joe ma il match è stato vinto da Strowman. Nella puntata di SmackDown del 19 giugno Rusev ha vinto un Gauntlet match eliminando per ultimo The Miz, diventando il contendente nº1 al WWE Championship di AJ Styles. Nella puntata di SmackDown del 26 giugno Rusev ha sconfitto Xavier Woods. Nella puntata di SmackDown del 10 luglio Rusev e Nakamura hanno sconfitto AJ Styles e Jeff Hardy. Il 15 luglio, a Extreme Rules, Rusev ha affrontato AJ Styles per il WWE Championship ma è stato sconfitto. Nella puntata di SmackDown del 24 luglio Rusev è stato sconfitto da Andrade "Cien" Almas. Ciò ha portato ad una faida tra i due e al turn face del bulgaro. Il 19 agosto, nel Kick-off di SummerSlam, Rusev e Lana sono stati sconfitti da Andrade "Cien" Almas e Zelina Vega. Nella puntata di SmackDown del 4 settembre, English e Rusev hanno sconfitto gli Usos e Eric Young e Killian Dain dei SAni†Y, in un Triple Threat Tag team match, guadagnando la finale di un torneo per decretare i contendenti nº1 al WWE SmackDown Tag Team Championship del New Day. Nella puntata di SmackDown dell'11 settembre, English e Rusev hanno sconfitto Sheamus e Cesaro, diventando i primi contendenti al WWE SmackDown Tag Team Championship del New Day. Il 16 settembre, nel Kick-off di Hell in a Cell, English e Rusev sono stati sconfitti da Big E e Kofi Kingston New Day nel match per il WWE SmackDown Tag Team Championship. Nella puntata di SmackDown del 18 settembre English ha distratto Rusev durante il suo match contro Shinsuke Nakamura per lo United States Championship, causandone la sconfitta; nel post match, English ha brutalmente attaccato Rusev segnando la fine della loro collaborazione. Nella puntata di SmackDown 1000 del 16 ottobre Rusev è stato sconfitto The Miz in un match di qualificazione al torneo WWE World Cup a causa di una distrazione di Aiden English. Nella puntata successiva di SmackDown del 23 ottobre Rusev ha sconfitto in pochissimo tempo English.

#### Opportunità titolate (2018–2019)

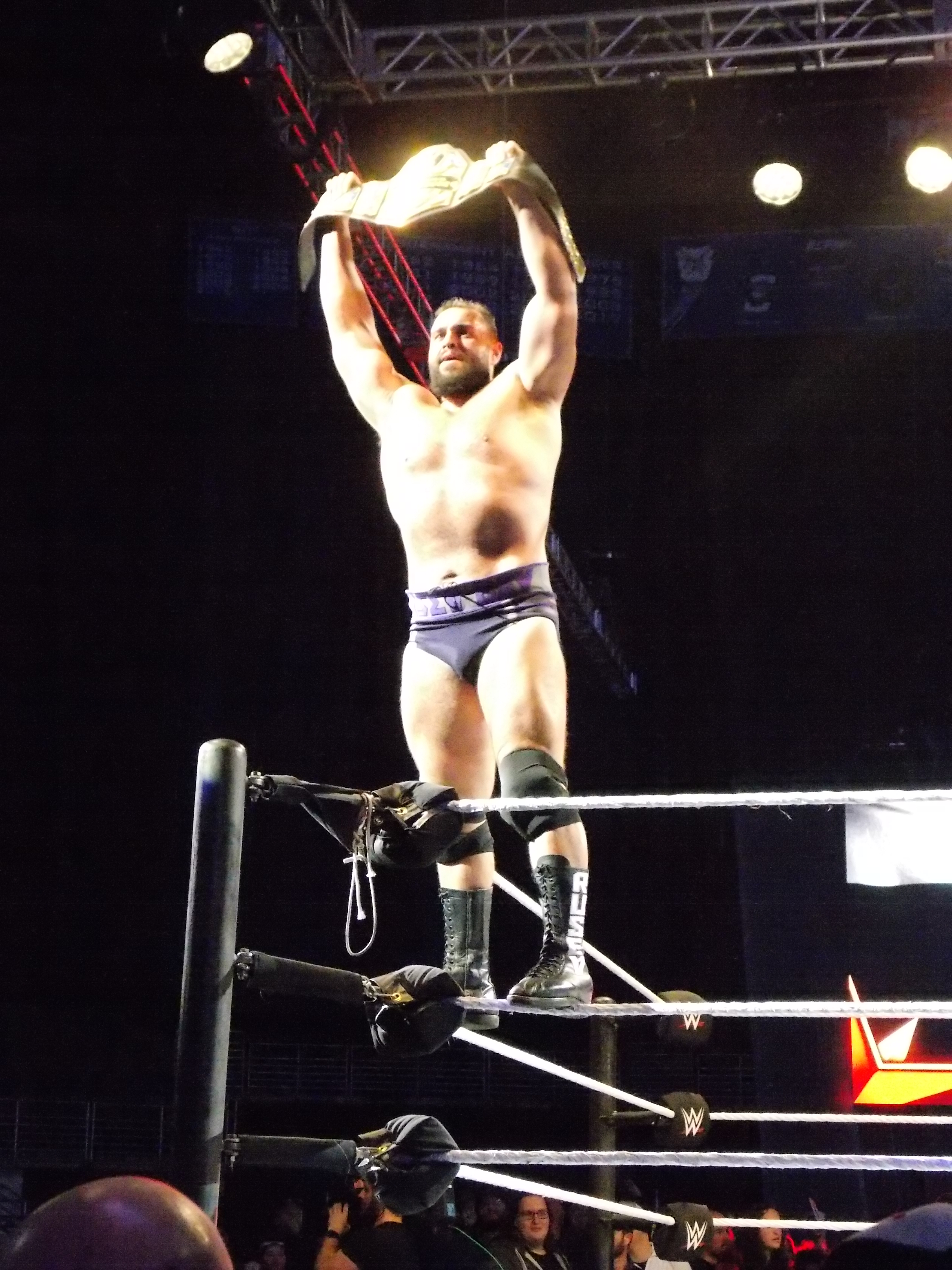
Rusev con lo United States Championship nel 2019

Il 2 novembre 2018, nel Kick-off di Crown Jewel, Rusev ha affrontato Shinsuke Nakamura per lo United States Championship ma è stato sconfitto. Nella puntata di SmackDown dell'11 dicembre Rusev e Jeff Hardy hanno sconfitto Samoa Joe e lo United States Champion Shinsuke Nakamura. Nella puntata di SmackDown del 18 dicembre (andata in onda il 25 dicembre) Rusev ha sconfitto Shinsuke Nakamura conquistando così lo United States Championship per la terza volta. Il 27 gennaio, nel Kick-off della Royal Rumble, Rusev ha tuttavia perso il titolo contro Shinsuke Nakamura dopo 40 giorni di regno. Nella puntata di SmackDown del 29 gennaio Rusev ha affrontato il neo-campione R-Truth per lo United States Championship ma è stato sconfitto. Successivamente ha attaccato R-Truth con l'aiuto di Shinsuke Nakamura, alleandosi con lui ed effettuando apertamente un turn heel. Nella puntata di SmackDown del 5 febbraio Rusev e Shinsuke Nakamura hanno sconfitto Luke Gallows e Karl Anderson. Nella puntata di SmackDown del 26 febbraio Rusev e Nakamura sono stati sconfitti da Aleister Black e Ricochet. Il 10 marzo, nel Kick-off di Fastlane, Rusev e Shinsuke Nakamura sono stati sconfitti da Big E e Xavier Woods del New Day. Nella puntata di SmackDown del 12 marzo il match tra Rusev, Shinsuke Nakamura e i The Bar (Cesaro e Sheamus) contro Aleister Black, Ricochet e gli Hardy Boyz (Jeff Hardy e Matt Hardy) è terminato in no-contest. Nella puntata di SmackDown del 2 aprile Rusev, Shinsuke Nakamura e i The Bar sono stati sconfitti da Aleister Black, Ricochet e gli Usos (Jey Uso e Jimmy Uso). Il 7 aprile, a WrestleMania 35, Rusev e Nakamura hanno partecipato ad un Fatal 4-Way Tag Team match per lo SmackDown Tag Team Championship che comprendeva anche i campioni, gli Usos, Aleister Black e Ricochet e i The Bar ma il match è stato vinto dagli stessi Usos. Nella puntata di SmackDown del 9 aprile Nakamura, Rusev e Andrade sono stati sconfitti da Aleister Black, Ali e Ricochet. Nella puntata di SmackDown del 16 aprile Rusev, Shinsuke Nakamura e Cesaro sono stati sconfitti da Kevin Owens, Kofi Kingston e Xavier Woods. Il 7 giugno, a Super ShowDown, Rusev ha partecipato alla 51-Men Battle Royal ma è stato eliminato.

#### Faida con Bobby Lashley (2019–2020)
Rusev è tornato a sorpresa nella puntata di Raw del 16 settembre 2019 (non accompagnato da Lana) attaccando brutalmente Mike Kanellis, sconfiggendolo poi in pochi secondi. Nella puntata di Raw del 23 settembre Rusev ha sconfitto senza problemi EC3. Nella puntata di Raw del 30 settembre Rusev ha affrontato Seth Rollins per l'Universal Championship ma il match è terminato in no-contest dapprima per l'apparizione di Bobby Lashley che ha baciato sullo stage Lana (moglie di Rusev), e poi per l'apparizione di "The Fiend" Bray Wyatt dopo. Prima di questo aveva salvato il suo sfidante da un attacco di Randy Orton e King Corbin, effettuando di fatto un turn face. Il 31 ottobre, a Crown Jewel, Rusev, Ali, Ricochet, Roman Reigns e Shorty G hanno sconfitto Bobby Lashley, Drew McIntyre, King Corbin, Randy Orton e Shinsuke Nakamura. Nella puntata di Raw del 4 novembre Rusev ha sconfitto Drew McIntyre per squalifica a causa dell'intervento di Bobby Lashley. Il 15 dicembre, a TLC: Tables, Ladders & Chairs, Rusev è stato sconfitto da Bobby Lashley in un Tables match. Nella puntata di Raw del 23 dicembre Rusev ha sconfitto facilmente No Way Jose. Nella puntata di Raw del 13 gennaio 2020 Rusev è stato sconfitto per la seconda volta da Bobby Lashley. Nella puntata di Raw del 20 gennaio Rusev e Liv Morgan sono stati sconfitti da Bobby Lashley e Lana in un Mixed Tag Team match. Nella puntata di Raw del 17 febbraio Rusev e Humberto Carrillo sono stati sconfitti da Angel Garza e Bobby Lashley.
Il 15 aprile Rusev è stato licenziato.

### All Elite Wrestling (2020–2025)
Nella puntata di Dynamite del 9 settembre 2020 ha debuttato nella All Elite Wrestling, con il ring name Miro, presentandosi come testimone di nozze di Kip Sabian per il suo matrimonio con Penelope Ford (kayfabe).
Il 7 marzo 2021 a Revolution ha battuto i Best friends (Orange Cassidy e Chuck Taylor) assieme a Kip Sabian in un Tag Team match, dopo averli aggrediti nel backstage prima dell'inizio del match.
Il 5 maggio 2021 è intervenuto durante l'episodio speciale Blood and Guts mostrando un contratto per un match contro il campione TNT Darby Allin per l'episodio di Dynamite della settimana successiva.
Il 12 maggio 2021 conquista il TNT championship battendo il campione Darby Allin. Il 29 maggio difese con successo il titolo contro Lance Archer a Duble or Nothing 2021. Difende ancora il titolo il 30 giugno contrapposto a Brian Pillman jr.
Il 5 settembre 2021 a All Out nel match di apertura dell'evento difende nuovamente la cintura dall'assalto di Eddie Kingston.
Perde il TNT championship il 29 settembre successivo contro Sammy Guevara nel main event di una puntata di Dynamite.
Il 25 novembre a Full Gear al termine di un lungo e combattuto incontro perde contro Bryan Danielson il match valevole per diventare il primo contendente al AEW World Championship.
Dopo la sconfitta di Full Gear si è preso un periodo di pausa.

### Ritorno in WWE (2025–presente)
Ritorna dopo cinque anni di assenza nella puntata di Raw post WrestleMania 41, attaccando brutalmente l'Alpha Academy.

## Critiche
La gestione di Rusev durante e soprattutto dopo la faida con John Cena è stata criticata. Nel settembre 2015 Haydn Gleed del sito web Pro Wrestling Dot Net ha scritto: 
(Hayden Gleed del Pro Wrestling Dot Net nel settembre 2015 fa un confronto tra il Rusev prima e durante la faida con Cena e quello dopo essere stato sconfitto da Cena per tre volte consecutive)

Anche la gestione da parte della WWE della storia tra Rusev, Lana e Summer Rae dopo l'annuncio da parte di TMZ del fidanzamento nella vita reale tra Rusev e Lana è stata criticata. Jeff Hamlin della Wrestling Observer Newsletter ha scritto: 
(Jeff Hamlin della Wrestling Observer Newsletter descrive la rottura tra Rusev e Summer Rae nell'ottobre 2015)
I critici hanno infine stroncato la gestione da parte della WWE della League of Nations, di cui Rusev fu membro, con lo scrittore della Wrestling Observer Newsletter Steve Khan che ha scritto a proposito della League of Nations nel dicembre 2015, affermando: «Ci si può giustamente lamentare del fatto che la League of Nations abbia perso contro un solo wrestler nel suo secondo match dall'esordio, ma tutti noi sappiamo che ciò non ha importanza: sono stati creati solamente per rendere [Roman] Reigns over», mentre nel marzo 2016 lo scrittore del sito web Pro Wrestling Dot Net Haydn Gleed ha criticato la WWE per aver sprecato il potenziale combinato dei quattro wrestler, senza aver mai realmente spiegato perché la League of Nations si fosse formata, rilevando inoltre come fossero usati come "carne da macello" invece di essere una "minaccia credibile" per i loro avversari. Sempre nel mese di marzo Greg Parks, scrittore per il sito web Pro Wrestling Torch, ha notato come i membri della League of Nations erano "meno popolari" e "meno interessanti" da quando il gruppo era stato creato.

## Infortuni
Barnjašev ha subìto diversi infortuni nel corso della sua carriera, alcuni anche piuttosto gravi, come quando nel 2010 si è rotto sia il legamento crociato anteriore sia il menisco e ha trascorso sei mesi di riabilitazione, oppure quando nel 2012 si è rotto il collo e il suo braccio è stato temporaneamente paralizzato.
Nel 2015 ha subìto due infortuni: una frattura al piede nel mese di maggio e lo strappo di un bicipite nel mese di ottobre.
Successivamente ha subìto un altro infortunio, questa volta alla spalla, nel marzo del 2017.

## Altri media
Barnjašev e altri wrestler della VPW sono comparsi nel video musicale della canzone The Whole F'n Show dei Kushinator (la musica d'ingresso del wrestler Rob Van Dam).
Rusev ha fatto il suo debutto come personaggio giocabile nel videogioco WWE 2K15 ed è uno dei protagonisti nella modalità "Who Got NXT". È apparso come personaggio giocabile anche nel videogioco WWE 2K16. Nel 2016 ha inoltre effettuato un cameo nel film Countdown - Conto alla rovescia, diretto da John Stockwell e prodotto dalla Lionsgate e dalla WWE Studios.

## Vita privata
Dal 2015 ha una relazione con C.J. Perry, che ha sposato il 29 luglio 2016.

## Personaggio

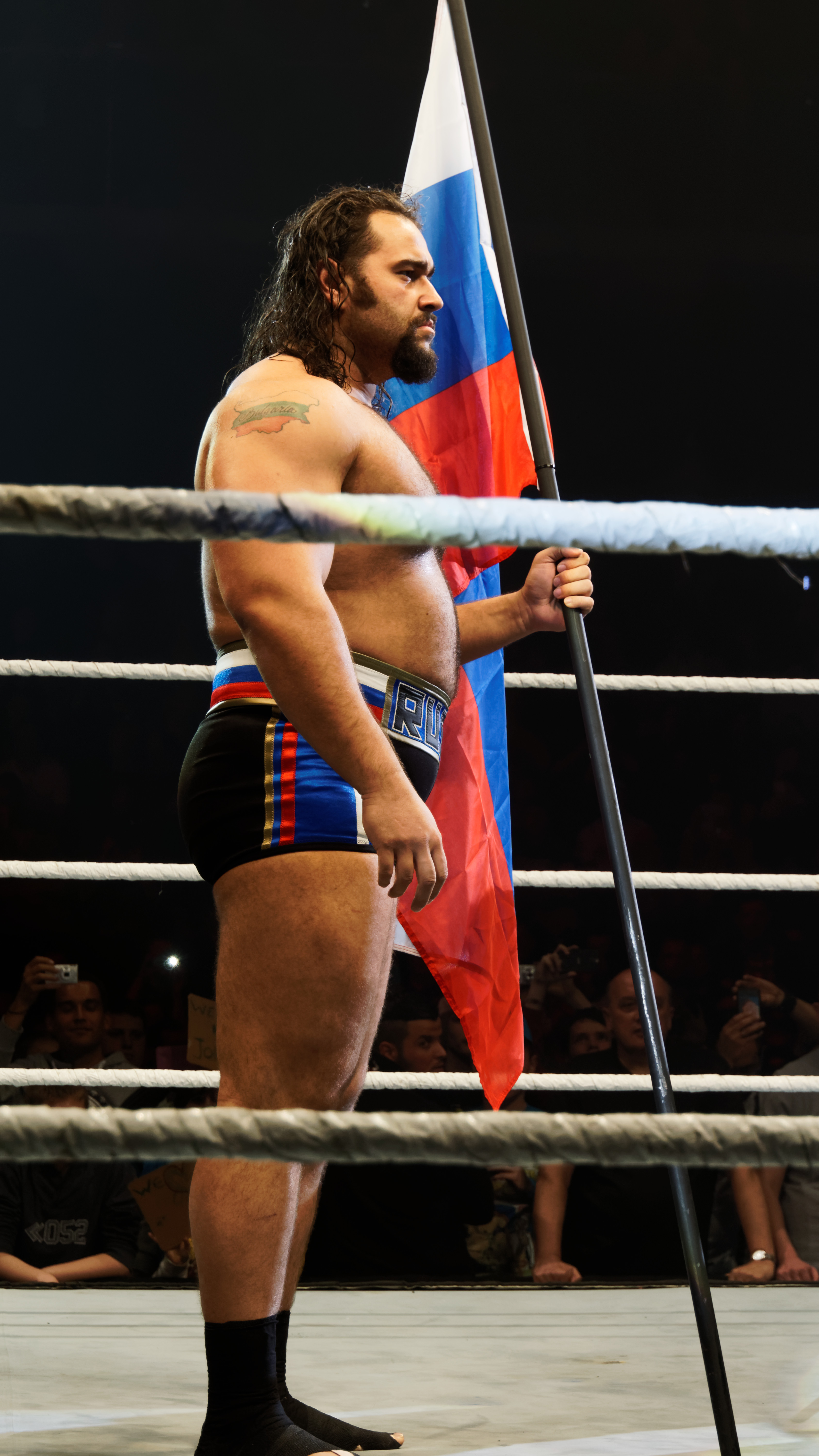
Rusev con la bandiera della Russia nel 2015

I personaggi interpretati da Barnjašev sono sempre stati nazionalistici e patriottici, tanto che lui si è sempre mostrato come un fiero bulgaro, e durante i suoi trascorsi a NXT era solito fare il suo ingresso sul ring portando un pezzo di legno (con sopra scritto il nome del suo avversario) che poi spezzava in due. Dopo aver mollato Sylvester Lefort come manager, Rusev è stato affiancato da Lana, descritta inizialmente come la sua "ambasciatrice sociale". Nei mesi successivi al suo debutto nel roster principale, avvenuto nel gennaio 2014, Rusev è apparso insieme a Lana in una serie di vignette propagandistiche in cui è stato definito un super atleta ("The Super-Athlete") e soprannominato "The Bulgarian Brute" ("il bruto bulgaro"). Tuttavia dall'aprile 2014 è diventato un filorusso (a tal punto da entrare sul ring con la bandiera della Russia ed essere annunciato come "trasferitosi a Mosca", essendo Lana russa nella ''kayfabe'' e solo originaria di questo Paese nella realtà) e antiamericano che è stato nominato "Eroe della Federazione Russa" e al suo ring name è stato tolto il nome Alexander. I primi dissensi tra la coppia sono nati nel marzo del 2015, quando Lana ha concesso a John Cena, l'allora rivale di Rusev, una rivincita contro Rusev a WrestleMania 31; e sono proseguiti quando Rusev l'ha accusata di avergli fatto perdere il titolo e i match titolati successivi; anche a causa del comportamento maschilista e sessista di Rusev, Lana è diventata molto popolare tra i fan, a tal punto che Rusev l'ha fatta allontanare dal ring durante un match; il culmine di questi dissensi è giunto quando Lana si è arresa a nome di Rusev in un "I quit" match.
Quando l'alleanza tra i due si è conclusa nel maggio 2015 Rusev è tornato a essere annunciato come proveniente dalla Bulgaria, portando sul ring questa volta la bandiera bulgara. In questo periodo ha mostrato un carattere più "fragile", chiedendo scusa a Lana e implorandole di perdonarlo, ma quando sembrava essere riuscito a convincerla a tornare insieme, Rusev le ha detto che tutto quello che doveva fare era ammettere di aver sbagliato. L'evoluzione del personaggio di Rusev dopo la rottura con Lana lo ha portato anche a effettuare dello stalking ai danni di Lana e del suo nuovo ragazzo (kayfabe), Dolph Ziggler. Dopo non essere riuscito a tornare insieme a Lana, Rusev ha formato una nuova alleanza con Summer Rae, arrivando al punto da farla vestire proprio come Lana. Seppur rimanendo nel personaggio, nel settembre 2015 ha pubblicato alcuni controversi tweet contenenti commenti misogini.
Alla fine Rusev e Lana si sono riuniti nel novembre 2015, ma questa volta Rusev ha continuato a mantenere la sua nazionalità bulgara. La coppia ha inoltre iniziato a baciarsi in pubblico e Rusev si è mostrato più gentile nei confronti di Lana, arrivando anche ad abbandonare un match dopo che Lana aveva accidentalmente subìto un infortunio; in seguito a ciò Lana ha iniziato a simulare degli infortuni per distrarre gli avversari di Rusev per aiutarlo. Sempre nel mese di novembre Rusev ha formato insieme al messicano Alberto Del Rio, al britannico King Barrett e all'irlandese Sheamus la League of Nations, i cui membri avevano come punto in comune il fatto di non essere statunitensi, ma di essere nati in Paesi esteri e di essere diventati dei wrestler affermati in tutto il mondo.
Dopo essersi separato dalla League of Nations nell'aprile 2016, quello stesso mese Rusev è tornato insieme a Lana, la quale non era apparsa nei programmi televisivi della WWE per diversi mesi. Rusev e Lana non hanno più mostrato di avere problemi, tanto che hanno parlato del loro futuro matrimonio anche nei programmi televisivi (con Lana che ha anche iniziato a introdurlo prima della sua entrata sul ring), matrimonio celebratosi nel mese di luglio. Nel maggio 2016 Rusev ha vinto per la seconda volta lo United States Championship e da allora si è definito il più grande wrestler di sempre a detenere tale titolo ("The Greatest United States Champion of All Time"), oltre a definirsi come "il vero eroe statunitense" (The True American Hero"). Sempre durante il suo secondo regno da campione con lo United States Championship ha preteso di essere introdotto per primo durante la presentazione dei wrestler nei match titolati.

### Mosse finali

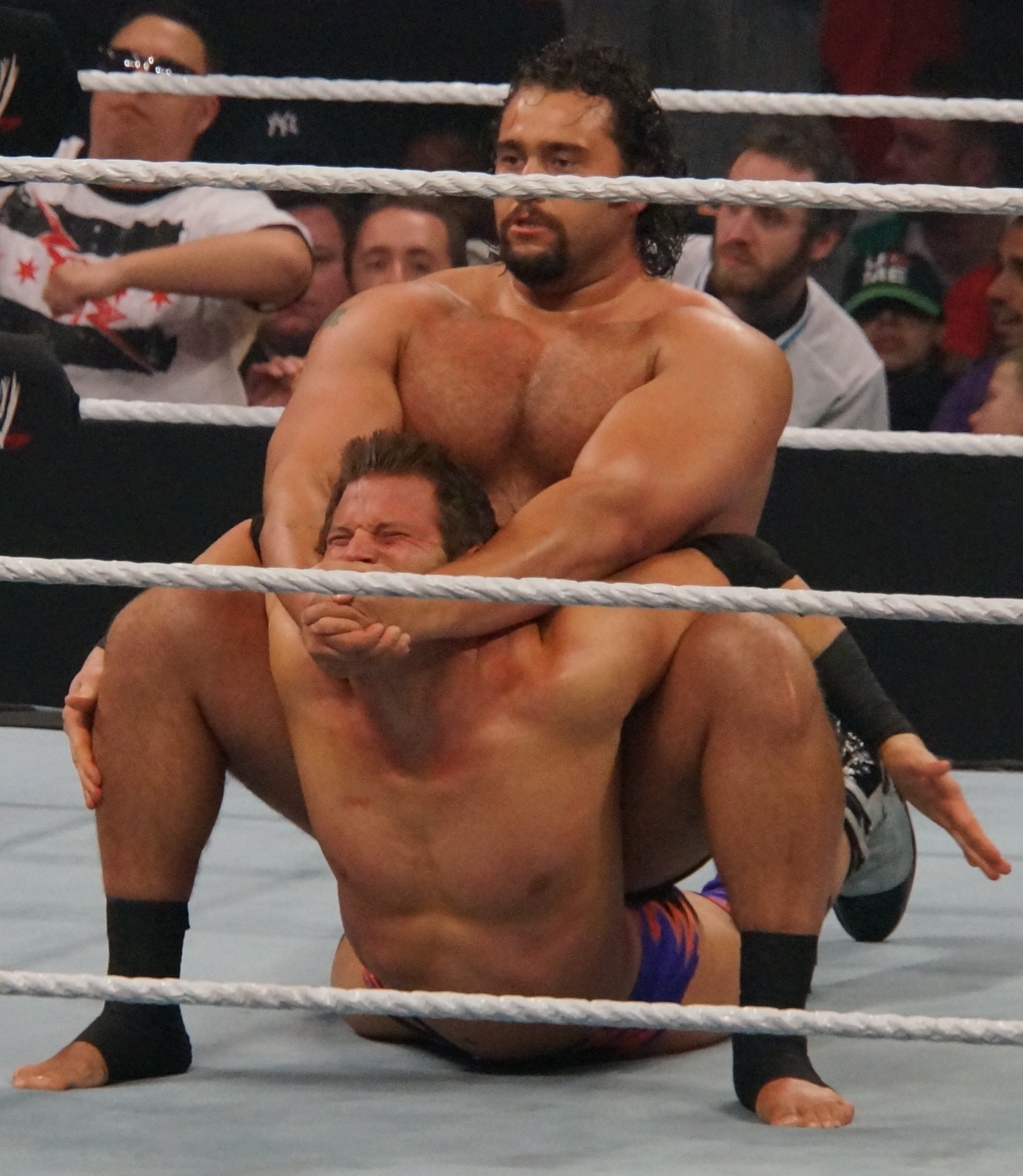
Rusev mentre applica la Accolade su Zack Ryder

- The Accolade (WWE)[3] / Game Over (AEW) (Camel clutch, solitamente preceduta da uno Stomp sulla schiena dell'avversario)[17][20][51][218]
- Machka Kick (Jumping savate kick)[2][30][219][220][221][222]

### Soprannomi
- "The Bashing Bulgarian"[8]
- "The Best Man"
- "The Redeemer"
- "The Bulgarian Brute"[3]
- "The Hero of the Russian Federation"[3]
- "The Russian Tank"[223][224]
- "The Super-Athlete"[3]
- "The Lion of Bulgaria"

## Titoli e riconoscimenti
- All Elite Wrestling
  - AEW TNT Championship (1)[225]
- Pro Wrestling Illustrated

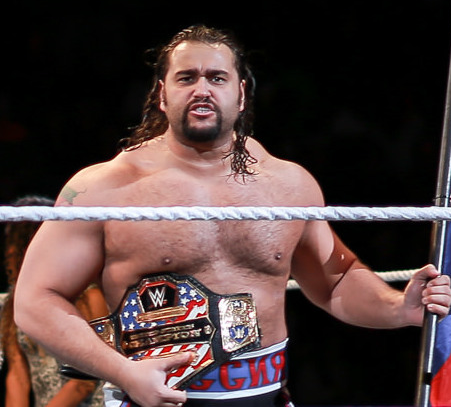
Rusev con lo United States Championship, titolo che ha detenuto tre volte in carriera

  - Most Improved Wrestler of the Year (2014)[226]
  - 8º tra i 500 migliori wrestler singoli nella PWI 500 (2015)[227]
- Rolling Stone
  - Worst Storyline (2015) - vs. Dolph Ziggler[82]
- WWE
  - WWE United States Championship (3)[228]
  - Slammy Award (1)[229]
    - Match of the Year (edizione 2014) Team Authority vs. Team Cena a Survivor Series[230]
- WrestleCrap
  - Gooker Award (2015) - faida con Summer Rae contro Dolph Ziggler e Lana
- Wrestling Observer Newsletter
  - Best Gimmick (2014)[231] - con Lana
  - Most Improved (2014)[231]
  - Most Underrated (2017)